# Oregonfrågan

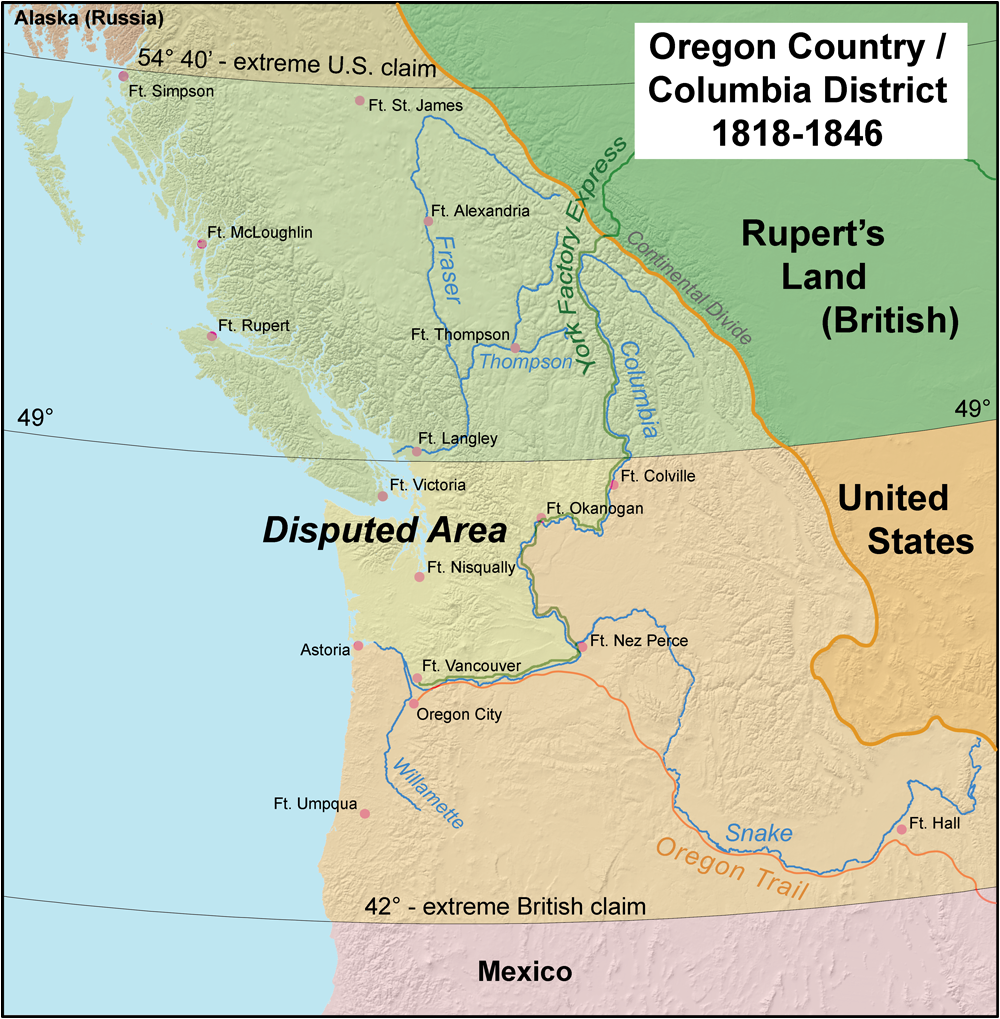
Oregon Country/Columbia District åren 1818-1846.

Oregonfrågan (engelska: Oregon Question) var en gränstvist mellan USA och Storbritannien under tidigt 1800-tal, där båda ville ha Nordvästra Stillahavsområdet i Nordamerika. Även  Ryssland och gjorde anspråk, liksom Spanien (från 1821 Mexiko).
Tvisten löstes den 15 juni 1846, då USA genom Oregonfördraget fick hela området väster om Klippiga bergen.